# انگیلچک (رود)
انگیلچک (به لاتین: Engilchek) یک رود در قرقیزستان است که در استان ایسیق‌کول واقع شده‌است.